# سهام العيادي
سهام العيادي مذيعة تونسية، منشطة سابقا في برنامج الأحد الرياضي على القناة الوطنية التونسية ورئيسة مصلحة الرياضة بالإذاعة الوطنية، تعمل مراسلة للبرنامج الشهير صدى الملاعب الذي يقدمه الإعلامي السوري مصطفى الآغا على قناة MBC.
أول مذيعة تونسية قدمت البرامج الحوارية بالإذاعة والتلفزة الوطنية التونسية من خلال البرنامج التلفزي الشوط الثالث وبعيدا عن المجاملة بالإذاعة التحكومية التونسية والتي تحصلت بفضله على جائزة صالح الكامل للابداع الإعلامي الرياضي العربي
أول صحفية رياضية تونسية تنال وسام الاستحقاق الثقافي الذي يمنحه سنويا رئيس الجمهورية التونسية.